# يان كراوس
يان كراوس هو دراج تشيكي، ولد في 23 يناير 1993.

## وصلات خارجية
- يان كراوس على موقع أرشيف الدراجات (الإنجليزية)
- يان كراوس على موقع إحصائيات الدراجات الإحترافية (الإنجليزية)